# 392

## Починали
- Май – Валентиниан II, римски император